# تاكر ماغواير
تاكر ماغواير (بالإنجليزية: Tucker McGuire)‏ هي ممثلة أمريكية، ولدت في 1912 في الولايات المتحدة، وتوفيت في 3 أغسطس 1988 بلندن في المملكة المتحدة.

## وصلات خارجية
- تاكر ماغواير على موقع IMDb (الإنجليزية)
- تاكر ماغواير على موقع أول موفي (الإنجليزية)
- تاكر ماغواير على موقع قاعدة بيانات برودواي على الإنترنت (الإنجليزية)
- تاكر ماغواير على موقع قاعدة بيانات الأفلام السويدية (السويدية)
- تاكر ماغواير على موقع قاعدة بيانات الفيلم (الإنجليزية)